# UCI ProTeam
Un UCI ProTeam, conegut com a equip continental professional entre el 2005 i el 2019, és un equip de ciclisme en ruta professional enregistrat dins de la Unió Ciclista Internacional. Pot participar en competicions dels circuits continentals i pot ser convidat en diferents proves de l'UCI World Tour a condició de disposar d'una invitació.
Aquesta categoria d'equip de ciclisme existeix des de la reforma de l'UCI de 2005 quan es va crear l'UCI ProTour i els circuits continentals. Altres categories d'equips d'aquesta reforma són els equips WorldTour i els equips continentals. El 2020 el nom d'"equip continental professional" desapareix, donant pas al nom UCI ProTeams.

## Participació en les competicions
El reglament de l'UCI estipula les condicions per a la participació d'equips continentals professionals en diverses competicions.
Els equips continentals professionals poden participar en les proves del Circuit continental. No obstant això, només els equips continentals professionals del país poden participar en proves en l'UCI Europa Tour classificades com 1.2 o 2.2. Aquesta restricció no existeix per a altres circuits continentals.
Els equips continentals professionals només poden ser invitats al Tour de França i altres proves de l'UCI World Tour a condició que disposin del nivell de wild card. Aquest nivell s'atorga per un any per la comissió de llicències de l'UCI, a petició de l'equip i segons els següents criteris: qualitat esportiva dels ciclistes, respectar els reglaments de l'UCI, les obligacions contractuals, les obligacions legals, l'ètica esportiva, la qualitat de l'expedient de registre, i absència d'algun element que pugui afectar la imatge del ciclisme.

## Equips continentals professionals

### Equips actuals (2022)
| Equip                           | País         | Codi |
| ------------------------------- | ------------ | ---- |
| Alpecin-Fenix                   | Bèlgica      | AFC  |
| Arkéa-Samsic                    | França       | ARK  |
| B&B Hotels-KTM                  | França       | BBK  |
| Bardiani CSF Faizanè            | Itàlia       | BCF  |
| Bingoal Pauwels Sauces WB       | Bèlgica      | BWB  |
| Burgos-BH                       | Espanya      | BBH  |
| Caja Rural-Seguros RGA          | Espanya      | CJR  |
| Drone Hopper-Androni Giocattoli | Itàlia       | DRA  |
| Eolo-Kometa Cycling Team        | Itàlia       | EOK  |
| Euskaltel-Euskadi               | Espanya      | EUS  |
| Gazprom-RusVelo                 | Rússia       | GAZ  |
| Kern Pharma                     | Espanya      | EKP  |
| Human Powered Health            | Estats Units | HPM  |
| Sport Vlaanderen-Baloise        | Bèlgica      | SVB  |
| Team Novo Nordisk               | Estats Units | TNN  |
| Team TotalEnergies              | França       | TEN  |
| Uno-X Pro Cycling Team          | Noruega      | UXT  |

## Temporades anteriors
| ASA | Acqua & Sapone-Adria Mobil  | Itàlia        |
| A2R | AG2R Prévoyance             | França        |
| AGR | Agritubel                   | França        |
| TBL | Barloworld-Valsir           | Regne Unit    |
| PAN | Ceramica Panaria-Navigare   | Itàlia        |
| JAC | Chocolade Jacques-T-Interim | Bèlgica       |
| ECV | Comunidad Valenciana        | Espanya       |
| ZVZ | Ed' System-ZVVZ             | Txèquia       |
| ATI | Intel-Action                | Polònia       |
| KAI | Kaiku                       | Espanya       |
| LAN | Landbouwkrediet-Colnago     | Bèlgica       |
| LPR | LPR                         | Suïssa        |
| MIE | Miche                       | Bulgària      |
| MRB | MrBookmaker-Sports Tech     | Bèlgica       |
| NSM | Naturino-Sapore di Mare     | Suïssa        |
| NIC | Navigators Insurance        | Estats Units  |
| RAG | RAGT Semences               | França        |
| REF | Relax-Fuenlabrada           | Espanya       |
| CLM | Selle Italia-Colombia       | Colòmbia      |
| SHM | Shimano-Memory Corp         | Països Baixos |
| TEN | Tenax-Nobili Rubinetterie   | Irlanda       |
| WIE | Team Wiesenhof              | Alemanya      |

| MOL | 3 Molinos Resort                      | Espanya       |
| AGC | 3C Casalinghi Jet Androni Giocattoli  | Itàlia        |
| ASA | Acqua & Sapone-Caffè Mokambo          | Itàlia        |
| AGR | Agritubel                             | França        |
| APV | Andalucía-Paul Versan                 | Espanya       |
| BAR | Barloworld                            | Regne Unit    |
| FLM | Ceramica Flaminia                     | Itàlia        |
| PAN | Ceramica Panaria-Navigare             | Irlanda       |
| JAC | Chocolade Jacques-Topsport Vlaanderen | Bèlgica       |
| ECV | Comunidad Valenciana                  | Espanya       |
| ELK | Elk Haus-Simplon                      | Àustria       |
| HNM | Health Net-Maxxis                     | Estats Units  |
| INT | Intel-Action                          | Polònia       |
| KAI | Kaiku                                 | Espanya       |
| LAN | Landbouwkrediet-Colnago               | Bèlgica       |
| LPR | LPR                                   | Suïssa        |
| MIE | Miche                                 | Itàlia        |
| NSM | Naturino-Sapore di Mare               | Itàlia        |
| NIC | Navigators Insurance                  | Estats Units  |
| REG | Relax-GAM                             | Espanya       |
| CLM | Selle Italia-Serramenti Diquigiovanni | Colòmbia      |
| SKS | Skil-Shimano                          | Països Baixos |
| TEN | Tenax Salmilano                       | Irlanda       |
| UNI | Unibet.com                            | Bèlgica       |
| VBG | Vorarlberg                            | Àustria       |
| WIE | Wiesenhof-Akud                        | Alemanya      |

| ASA | Acqua & Sapone-Caffè Mokambo              | Itàlia        |
| INT | Action-Uniqa                              | Polònia       |
| AGR | Agritubel                                 | França        |
| ACA | Andalucía-Cajasur                         | Espanya       |
| BAR | Barloworld                                | Regne Unit    |
| SLB | Benfica                                   | Portugal      |
| FLM | Ceramica Flaminia                         | Itàlia        |
| PAN | Ceramica Panaria-Navigare                 | Irlanda       |
| JAC | Chocolade Jacques-Topsport Vlaanderen     | Bèlgica       |
| DFL | DFL-Cyclingnews-Litespeed                 | Regne Unit    |
| DPC | Drapac Porsche Development Program        | Austràlia     |
| ELK | Elk Haus-Simplon                          | Àustria       |
| FTV | Fuerteventura-Canarias                    | Espanya       |
| HNM | Health Net-Maxxis                         | Estats Units  |
| KGZ | Karpin Galicia                            | Espanya       |
| LAN | Landbouwkrediet-Tönissteiner              | Bèlgica       |
| LPR | Team LPR                                  | Suïssa        |
| NIC | Navigators Insurance                      | Estats Units  |
| NGC | OTC Doors-Lauretana                       | Itàlia        |
| REG | Relax-GAM                                 | Espanya       |
| CLM | Serramenti PVC Diquigiovanni-Selle Italia | Veneçuela     |
| SKS | Skil-Shimano                              | Països Baixos |
| TSL | Team Slipstream                           | Estats Units  |
| TEN | Tenax                                     | Irlanda       |
| TCS | Tinkoff Credit Systems                    | Itàlia        |
| VBG | Volksbank-Vorarlberg                      | Àustria       |
| WIE | Wiesenhof-Felt                            | Alemanya      |

| ASA | Acqua & Sapone-Caffè Mokambo                    | Itàlia        |
| AGR | Agritubel                                       | França        |
| ACA | Andalucía-Cajasur                               | Espanya       |
| BAR | Barloworld                                      | Regne Unit    |
| SLB | Benfica                                         | Portugal      |
| BMC | BMC Racing                                      | Estats Units  |
| FLM | Ceramica Flaminia-Bossini Docce                 | Irlanda       |
| GNM | Contentpolis-Murcia                             | Espanya       |
| CSF | CSF Group Navigare                              | Irlanda       |
| COS | Cycle Collstrop                                 | Països Baixos |
| ELK | Elk Haus-Simplon                                | Àustria       |
| SPI | Extremadura                                     | Espanya       |
| TSL | Garmin-Chipotle                                 | Estats Units  |
| LAN | Landbouwkrediet-Tönissteiner                    | Bèlgica       |
| LPR | LPR Brakes-Ballan                               | Irlanda       |
| MIT | Mitsubishi-Jartazi                              | Estònia       |
| NGC | NGC Medical-OTC Industria Porte                 | Suïssa        |
| GAP | Preti Mangimi-Prisma Stufe                      | Luxemburg     |
| PSK | PSK Whirlpool-Author                            | Txèquia       |
| SDA | Serramenti PVC Diquigiovanni-Androni Giocattoli | Veneçuela     |
| SKS | Skil-Shimano                                    | Països Baixos |
| TCS | Tinkoff Credit Systems                          | Itàlia        |
| TSV | Topsport Vlaanderen                             | Bèlgica       |
| VBG | Volksbank-Vorarlberg                            | Àustria       |
| KGZ | Xacobeo Galicia                                 | Espanya       |

| ASA | Acqua & Sapone-Caffè Mokambo                    | Itàlia        |
| AGR | Agritubel                                       | França        |
| AMI | Amica Chips-Knauf                               | San Marino    |
| ACA | Andalucía-Cajasur                               | Espanya       |
| BAR | Barloworld                                      | Regne Unit    |
| BMC | BMC Racing                                      | Estats Units  |
| FLM | Ceramica Flaminia-Bossini Docce                 | Irlanda       |
| CTT | Cervélo Test Team                               | Suïssa        |
| MCO | Contentpolis-Ampo                               | Espanya       |
| CSF | CSF Group-Navigare                              | Irlanda       |
| ELK | Elk Haus                                        | Àustria       |
| ISD | ISD-Neri                                        | Itàlia        |
| LAN | Landbouwkrediet-Colnago                         | Bèlgica       |
| LPR | LPR Brakes-Farnese Vini                         | Itàlia        |
| PSK | PSK Whirlpool-Author                            | Txèquia       |
| SDA | Serramenti PVC Diquigiovanni-Androni Giocattoli | Veneçuela     |
| SKS | Skil-Shimano                                    | Països Baixos |
| TSV | Topsport Vlaanderen-Mercator                    | Bèlgica       |
| VAC | Vacansoleil                                     | Països Baixos |
| VBG | Vorarlberg-Corratec                             | Àustria       |
| XAC | Xacobeo Galicia                                 | Espanya       |

| ASA | Acqua & Sapone-D'Angelo & Antenucci             | Itàlia        |
| ACA | Andalucía-Cajasur                               | Espanya       |
| AND | Androni Giocattoli-Serramenti PVC Diquigiovanni | Itàlia        |
| BTL | BBox Bouygues Telecom                           | França        |
| BMC | BMC Racing                                      | Estats Units  |
| CMO | CarmioOro NGC                                   | Regne Unit    |
| CCC | CCC Polsat Polkowice                            | Polònia       |
| FLM | Ceramica Flaminia                               | Irlanda       |
| CTT | Cervélo Test Team                               | Suïssa        |
| COF | Cofidis                                         | França        |
| COG | Colnago-CSF Inox                                | Irlanda       |
| DER | De Rosa-Stac Plastic                            | Irlanda       |
| ISD | ISD-Neri                                        | Itàlia        |
| LAN | Landbouwkrediet                                 | Bèlgica       |
| SAU | Saur-Sojasun                                    | França        |
| SJC | Scott-Marcondes Cesar-São José dos Campos       | Brasil        |
| SKS | Skil-Shimano                                    | Països Baixos |
| TSV | Topsport Vlaanderen-Mercator                    | Bèlgica       |
| VAC | Vacansoleil                                     | Països Baixos |
| VBG | Vorarlberg-Corratec                             | Àustria       |
| XAC | Xacobeo Galicia                                 | Espanya       |

| ASA | Acqua & Sapone                      | Itàlia        |
| ACG | Andalucía-Caja Granada              | Espanya       |
| AND | Androni Giocattoli-CIPI             | Itàlia        |
| BSC | Bretagne-Schuller                   | França        |
| CJR | Caja Rural                          | Espanya       |
| CCC | CCC Polsat Polkowice                | Polònia       |
| COF | Cofidis                             | França        |
| COG | Colnago-CSF Inox                    | Irlanda       |
| CEP | Colombia es Pasión-Café de Colombia | Colòmbia      |
| DER | De Rosa-Ceramica Flaminia           | Irlanda       |
| EUC | Team Europcar                       | França        |
| FAR | Farnese Vini-Neri Sottoli           | Regne Unit    |
| FDJ | FDJ                                 | França        |
| GEO | Geox-TMC                            | Espanya       |
| LAN | Landbouwkrediet                     | Bèlgica       |
| APP | Team NetApp                         | Alemanya      |
| SAU | Saur-Sojasun                        | França        |
| SKS | Skil-Shimano                        | Països Baixos |
| CSM | SpiderTech-C10                      | Canadà        |
| TSV | Topsport Vlaanderen-Mercator        | Bèlgica       |
| TT1 | Type 1-Sanofi                       | Estats Units  |
| UHC | UnitedHealthcare                    | Estats Units  |
| VWA | Verandas Willems-Accent             | Bèlgica       |

| ACC | Accent Jobs-Willems Veranda's | Bèlgica         |
| ASA | Acqua & Sapone                | Itàlia          |
| ACG | Andalucía                     | Espanya         |
| AND | Androni Giocattoli-Venezuela  | Itàlia          |
| ARG | Argos-Shimano                 | Països Baixos   |
| BSC | Bretagne-Schuller             | França          |
| CJR | Caja Rural                    | Espanya         |
| CSS | Champion System               | R.P. de la Xina |
| COF | Cofidis                       | França          |
| COG | Colnago-CSF Inox              | Itàlia          |
| COL | Colombia-Coldeportes          | Colòmbia        |
| EUC | Team Europcar                 | França          |
| FAR | Farnese Vini-Selle Italia     | Regne Unit      |
| LAN | Landbouwkrediet-Euphony       | Bèlgica         |
| APP | Team NetApp                   | Alemanya        |
| RVL | RusVelo                       | Rússia          |
| SAU | Saur-Sojasun                  | França          |
| SPI | SpiderTech-C10                | Canadà          |
| TSV | Topsport Vlaanderen-Mercator  | Bèlgica         |
| TT1 | Type 1-Sanofi                 | Estats Units    |
| UHC | UnitedHealthcare              | Estats Units    |
| UNA | Utensilnord Named             | Irlanda         |

| AJW | Accent Jobs-Wanty            | Bèlgica         |
| AND | Androni Giocattoli-Venezuela | Itàlia          |
| BAR | Bardiani Valvole-CSF Inox    | Itàlia          |
| BSE | Bretagne-Séché Environnement | França          |
| CJR | Caja Rural-Seguros RGA       | Espanya         |
| CCC | CCC Polsat Polkowice         | Polònia         |
| CSS | Champion System              | R.P. de la Xina |
| COF | Cofidis                      | França          |
| COL | Colombia                     | Colòmbia        |
| DEL | Delko                        | França          |
| EUC | Team Europcar                | França          |
| IAM | IAM Cycling                  | Suïssa          |
| KAT | Team Katusha                 | Rússia          |
| MTN | MTN-Qhubeka                  | Sud-àfrica      |
| TNE | NetApp-Endura                | Alemanya        |
| TNN | Novo Nordisk                 | Estats Units    |
| RVL | RusVelo                      | Rússia          |
| SOJ | Sojasun                      | França          |
| TSV | Topsport Vlaanderen-Baloise  | Bèlgica         |
| UHC | UnitedHealthcare             | Estats Units    |
| VIN | Vini Fantini-Selle Italia    | Itàlia          |

| AND | Androni Giocattoli-Venezuela | Itàlia       |
| BAR | Bardiani CSF                 | Itàlia       |
| BSE | Bretagne-Séché Environnement | França       |
| CJR | Caja Rural-Seguros RGA       | Espanya      |
| CCC | CCC Polsat Polkowice         | Polònia      |
| COF | Cofidis                      | França       |
| COL | Colombia                     | Colòmbia     |
| DPC | Drapac                       | Austràlia    |
| IAM | IAM Cycling                  | Suïssa       |
| MTN | MTN-Qhubeka                  | Sud-àfrica   |
| NRI | Neri Sottoli                 | Itàlia       |
| TNE | NetApp-Endura                | Alemanya     |
| TNN | Team Novo Nordisk            | Estats Units |
| RVL | RusVelo                      | Rússia       |
| TSV | Topsport Vlaanderen-Baloise  | Bèlgica      |
| UHC | UnitedHealthcare             | Estats Units |
| WGG | Wanty-Groupe Gobert          | Bèlgica      |

| AND | Androni Giocattoli-Sidermec  | Itàlia        |
| BAR | Bardiani CSF                 | Itàlia        |
| BOA | Bora-Argon 18                | Alemanya      |
| BSE | Bretagne-Séché Environnement | França        |
| CJR | Caja Rural-Seguros RGA       | Espanya       |
| CCC | CCC Sprandi Polkowice        | Polònia       |
| COF | Cofidis                      | França        |
| COL | Colombia                     | Colòmbia      |
| CLT | Cult Energy                  | Dinamarca     |
| DPC | Drapac                       | Austràlia     |
| EUC | Team Europcar                | França        |
| MTN | MTN-Qhubeka                  | Sud-àfrica    |
| NIP | Nippo-Vini Fantini           | Itàlia        |
| TNN | Team Novo Nordisk            | Estats Units  |
| ROP | Roompot Oranje Peloton       | Països Baixos |
| RVL | RusVelo                      | Rússia        |
| STH | Southeast                    | Itàlia        |
| TSV | Topsport Vlaanderen-Baloise  | Bèlgica       |
| UHC | UnitedHealthcare             | Estats Units  |
| WGG | Wanty-Groupe Gobert          | Bèlgica       |

| AND | Androni Giocattoli-Sidermec  | Itàlia        |
| BAR | Bardiani CSF                 | Itàlia        |
| BOA | Bora-Argon 18                | Alemanya      |
| CJR | Caja Rural-Seguros RGA       | Espanya       |
| CCC | CCC Sprandi Polkowice        | Polònia       |
| COF | Cofidis                      | França        |
| DMP | Delko-Marseille Provence-KTM | França        |
| DEN | Direct Énergie               | França        |
| DPC | Drapac                       | Austràlia     |
| FVC | Fortuneo-Vital Concept       | França        |
| FSC | Funvic Soul Cycles-Carrefour | Brasil        |
| GAZ | Gazprom-RusVelo              | Rússia        |
| NIP | Nippo-Vini Fantini           | Itàlia        |
| ONE | ONE                          | Regne Unit    |
| ROP | Roompot Oranje Peloton       | Països Baixos |
| SSG | Stölting Service Group       | Alemanya      |
| TNN | Team Novo Nordisk            | Estats Units  |
| ROT | Team Roth                    | Suïssa        |
| TSV | Topsport Vlaanderen-Baloise  | Bèlgica       |
| UHC | Unitedhealthcare             | Estats Units  |
| VAT | Verva ActiveJet              | Polònia       |
| WGG | Wanty-Groupe Gobert          | Bèlgica       |
| WIL | Wilier Triestina-Southeast   | Itàlia        |

| ANS | Androni Giocattoli-Sidermec   | Itàlia        |
| ABS | Aqua Blue Sport               | Irlanda       |
| BRD | Bardiani CSF                  | Itàlia        |
| CJR | Caja Rural-Seguros RGA        | Espanya       |
| CCC | CCC Sprandi Polkowice         | Polònia       |
| COF | Cofidis                       | França        |
| DMP | Delko-Marseille Provence-KTM  | França        |
| DEN | Direct Énergie                | França        |
| GAZ | Gazprom-RusVelo               | Rússia        |
| ICA | Israel Cycling Academy        | Israel        |
| MZN | Manzana Postobón Team         | Colòmbia      |
| NIP | Nippo-Vini Fantini            | Itàlia        |
| RNL | Roompot-Nederlandse Loterij   | Països Baixos |
| SOU | Soul Brasil Pro Cycling Team  | Brasil        |
| SVB | Sport Vlaanderen-Baloise      | Bèlgica       |
| TFO | Fortuneo-Oscaro               | França        |
| TNN | Team Novo Nordisk             | Estats Units  |
| UHC | Unitedhealthcare              | Estats Units  |
| VWC | Vérandas Willems-Crelan       | Bèlgica       |
| WGG | Wanty-Groupe Gobert           | Bèlgica       |
| WVA | WB Veranclassic Aqua Protect  | Bèlgica       |
| WIL | Wilier Triestina-Selle Italia | Itàlia        |

| ANS | Androni Giocattoli            | Itàlia        |                  |
| ABS | Aqua Blue Sport               | Irlanda       |                  |
| BAR | Bardiani CSF                  | Itàlia        |                  |
| BBH | Burgos-BH                     | Espanya       |                  |
| CJR | Caja Rural-Seguros RGA        | Espanya       |                  |
| CCC | CCC Sprandi Polkowice         | Polònia       |                  |
| COF | Cofidis                       | França        |                  |
| DMP | Delko Marseille Provence KTM  | França        |                  |
| DEN | Direct Énergie                | França        | 2010-2013, 2015- |
| EUS | Euskadi Basque Country-Murias | Espanya       |                  |
| GAZ | Gazprom-RusVelo               | Rússia        |                  |
| HBA | Hagens Berman Axeon           | Estats Units  |                  |
| HCA | Holowesko Citadel             | Estats Units  |                  |
| ICA | Israel Cycling Academy        | Israel        |                  |
| MZN | Manzana Postobón Team         | Colòmbia      |                  |
| NIP | Nippo-Vini Fantini            | Itàlia        |                  |
| FST | Fortuneo-Samsic               | França        |                  |
| RLY | Rally Cycling                 | Estats Units  | 2018-            |
| RNL | Roompot-Nederlandse Loterij   | Països Baixos |                  |
| SVB | Sport Vlaanderen-Baloise      | Bèlgica       |                  |
| TNN | Team Novo Nordisk             | Estats Units  |                  |
| VCC | Team Vital Concept            | França        |                  |
| UHC | UnitedHealthcare              | Estats Units  |                  |
| VWC | Vérandas Willems-Crelan       | Bèlgica       |                  |
| WGG | Wanty-Groupe Gobert           | Bèlgica       |                  |
| WVA | WB Veranclassic Aqua Protect  | Bèlgica       |                  |
| WIL | Wilier Selle Italia           | Itàlia        |                  |

| Alpecin-Fenix               | Bèlgica      | AFC |
| Androni Giocattoli-Sidermec | Itàlia       | ANS |
| Arkéa-Samsic                | França       | ARK |
| B&B Hotels p/b KTM          | França       | BBK |
| Bardiani CSF Faizanè        | Itàlia       | BCF |
| Bingoal-WB                  | Bèlgica      | BWB |
| Burgos-BH                   | Espanya      | BBH |
| Caja Rural-Seguros RGA      | Espanya      | CJR |
| Delko                       | França       | DKO |
| Eolo-Kometa Cycling Team    | Itàlia       | EOK |
| Euskaltel-Euskadi           | Espanya      | EUS |
| Gazprom-RusVelo             | Rússia       | GAZ |
| Kern Pharma                 | Espanya      | EKP |
| Rally Cycling               | Estats Units | RLY |
| Sport Vlaanderen-Baloise    | Bèlgica      | SVB |
| Team Novo Nordisk           | Estats Units | TNN |
| Total Direct Énergie        | França       | TDE |
| Uno-X Pro Cycling Team      | Noruega      | UXT |
| Vini Zabù                   | Itàlia       | THR |

### Antics equips
| Equip                                     | País            | Anys com ECP                      | Notes                                                      |
| ----------------------------------------- | --------------- | --------------------------------- | ---------------------------------------------------------- |
| 3 Molinos Resort                          | Espanya         | 2006                              | Desaparició de l'equip a final de l'any 2006               |
| Action-Uniqa                              | Polònia         | 2005-2007                         | Descens de categoria de l'equip a final de l'any 2007      |
| Acqua & Sapone                            | Itàlia          | 2005-2012                         | Desaparició de l'equip a final de l'any 2012               |
| AG2R Prévoyance                           | França          | 2005                              | Obtenció de l'estatus d'equip ProTour al 2006              |
| Agritubel                                 | França          | 2005-2009                         | Desaparició de l'equip a final de l'any 2009               |
| Amica Chips-Knauf                         | San Marino      | 2009                              | Suspensió i dissolució de l'equip durant la temporada 2009 |
| Andalucía                                 | Espanya         | 2006-2012                         | Desaparició de l'equip a final de l'any 2012               |
| Androni Giocattoli-3C Casalinghi          | Itàlia          | 2006                              | Fusió amb LPR al 2007                                      |
| Argos-Shimano                             | Països Baixos   | 2005-2012                         | Obtenció de l'estatus d'equip WorldTour al 2013            |
| Barloworld                                | Regne Unit      | 2005-2009                         | Desaparició de l'equip a final de l'any 2009               |
| Benfica                                   | Portugal        | 2007-2008                         | Desaparició de l'equip a final de l'any 2008               |
| BMC Racing Team                           | Estats Units    | 2008-2010                         | Obtenció de l'estatus d'equip WorldTour al 2011            |
| Bora-Argon 18                             | Alemanya        | 2011-2016                         | Obtenció de l'estatus d'equip WorldTour al 2017            |
| Carmiooro-NGC                             | Regne Unit      | 2010                              | Desaparició de l'equip a final de l'any 2010               |
| CCC Polsat Polkowice                      | Polònia         | 2010-2011, 2013-2018              | Esdevé un equip continental al 2012 i 2018                 |
| Ceramica Flaminia                         | Itàlia/ Irlanda | 2006-2010                         | Fusió amb De Rosa-Stac Plastic al 2011                     |
| Cervélo TestTeam                          | Suïssa          | 2009-2010                         | Desaparició de l'equip a final de l'any 2010               |
| Champion System                           | R.P. de la Xina | 2012-2013                         | Desaparició de l'equip a final de l'any 2013               |
| Cofidis                                   | França          | 2010-2019                         | Obtenció de l'estatus d'equip WorldTour al 2020            |
| Colombia                                  | Colòmbia        | 2012-2015                         | Desaparició de l'equip a final de l'any 2015               |
| Comunidad Valenciana                      | Espanya         | 2005-2006                         | Suspensió i dissolució de l'equip durant la temporada 2006 |
| Contentpolis-Ampo                         | Espanya         | 2008-2009                         | Desaparició de l'equip a final de l'any 2009               |
| Cult Energy Pro Cycling                   | Dinamarca       | 2015                              | Fusió amb Stölting Service Group al 2016                   |
| Cycle Collstrop                           | Suècia          | 2008                              | Fusió amb P3 Transfert-Batavus al 2009                     |
| Crelan-Euphony                            | Bèlgica         | 2005-2013                         | Desaparició de l'equip a final de l'any 2013               |
| Delko                                     | França          | 2016-2021                         | Desaparició de l'equip a final de l'any 2021               |
| DFL-Cyclingnews-Litespeed                 | Regne Unit      | 2007                              | Esdevé un equip continental al 2008                        |
| Drapac                                    | Austràlia       | 2007, 2014-2016                   | Esdevé un equip continental al 2017                        |
| Ed' System ZVVZ                           | Txèquia         | 2005                              | Desaparició de l'equip a final de l'any 2005               |
| Elk Haus                                  | Àustria         | 2006-2009                         | Desaparició de l'equip a final de l'any 2009               |
| Europcar                                  | França          | 2010-2013                         | Obtenció de l'estatus d'equip WorldTour al 2014            |
| Extremadura                               | Espanya         | 2008                              | Esdevé un equip amateur al 2009                            |
| FDJ                                       | França          | 2005-2011                         | Obtenció de l'estatus d'equip WorldTour al 2012            |
| Fuerteventura-Canarias                    | Espanya         | 2007                              | Esdevé un equip continental al 2008                        |
| Garmin-Chipotle                           | Estats Units    | 2007-2008                         | Obtenció de l'estatus d'equip ProTour al 2009              |
| Hagens Berman Axeon                       | Estats Units    | 2018-2019                         | Esdevé un equip continental al 2020                        |
| IAM                                       | Suïssa          | 2013-2014                         | Obtenció de l'estatus d'equip WorldTour al 2015            |
| Israel Cycling Academy                    | Israel          | 2017-2019                         | Obtenció de l'estatus d'equip WorldTour al 2020            |
| Kaiku                                     | Espanya         | 2005-2006                         | Desaparició de l'equip a final de l'any 2006               |
| L.A. Aluminios-Liberty Seguros            | Portugal        | 2005                              | Esdevé un equip continental al 2006                        |
| LPR Brakes-Farnese Vini                   | Irlanda         | 2005-2009                         | Desaparició de l'equip a final de l'any 2009               |
| Miche                                     | Itàlia          | 2005-2006                         | Esdevé un equip continental al 2007                        |
| Mitsubishi-Jartazi                        | Estònia         | 2008                              | Desaparició de l'equip a final de l'any 2008               |
| MTN-Qhubeka                               | Sud-àfrica      | 2013-2015                         | Obtenció de l'estatus d'equip WorldTour al 2016            |
| Naturino-Sapore di Mare                   | Suïssa          | 2005-2006                         | Esdevé un equip continental al 2007                        |
| Navigators Insurance                      | Estats Units    | 2006-2007                         | Desaparició de l'equip a final de l'any 2007               |
| NGC Medical-OTC Industria Porte           | Suïssa          | 2007-2008                         | Fusió amb A-Style Somn al 2009                             |
| ONE                                       | Regne Unit      | 2016                              | Esdevé un equip continental al 2017                        |
| Preti Mangimi                             | Luxemburg       | 2008                              | Desaparició de l'equip a final de l'any 2008               |
| PSK Whirlpool-Author                      | Txèquia         | 2008-2009                         | Esdevé un equip continental al 2010                        |
| RAGT Semences                             | França          | 2005                              | Desaparició de l'equip a final de l'any 2005               |
| Relax-GAM                                 | Espanya         | 2005-2007                         | Desaparició de l'equip a final de l'any 2007               |
| Riwal Securitas                           | Dinamarca       | 2019-2020                         | El 2021 passa a categoria continental                      |
| Scott-Marcondes Cesar-São José dos Campos | Brasil          | 2010                              | Suspensió i dissolució de l'equip durant la temporada 2010 |
| Tenax                                     | Irlanda         | 2005-2007                         | Desaparició de l'equip a final de l'any 2007               |
| Sojasun                                   | França          | 2010-2013                         | Desaparició de l'equip a final de l'any 2013               |
| Soul Brasil Pro Cycling Team              | Brasil          | 2016-2017                         | Esdevé un equip continental al 2018                        |
| SpiderTech-C10                            | Canadà          | 2011-2012                         | Desaparició de l'equip a final de l'any 2012               |
| Stölting Service Group                    | Alemanya        | 2016                              | Desaparició de l'equip a final de l'any 2016               |
| Tinkoff Credit Systems                    | Itàlia          | 2006-2008                         | Obtenció de l'estatus d'equip ProTour al 2009              |
| Team Roth                                 | Suïssa          | 2016                              | Esdevé un equip continental al 2017                        |
| Unibet.com                                | Bèlgica         | 2005-2006                         | Desaparició de l'equip a final de l'any 2006               |
| UnitedHealthcare                          | Estats Units    | 2006-2007 i 2011-2018             | Desaparició de l'equip a final de l'any 2018               |
| Utensilnord Named                         | Irlanda         | 2010-2012                         | Desaparició de l'equip a final de l'any 2013               |
| Vacansoleil                               | Països Baixos   | 2009-2010                         | Obtenció de l'estatus d'equip WorldTour al 2011            |
| Verva ActiveJet                           | Polònia         | 2016                              | Esdevé un equip continental al 2017                        |
| Vini Zabù                                 | Itàlia          | 2009-2021                         | Desaparició de l'equip a final de l'any 2021               |
| Vorarlberg-Corratec                       | Àustria         | 2006-2010                         | Esdevé un equip continental al 2010                        |
| Wanty-Gobert                              | 2011-2020       | Esdevé un equip WorldTour el 2021 |                                                            |
| Wiesenhof-Felt                            | Alemanya        | 2005-2007                         | Desaparició de l'equip a final de l'any 2007               |
| Xacobeo Galicia                           | Espanya         | 2007-2010                         | Desaparició de l'equip a final de l'any 2010               |